# Lima
Lima je hlavní město Peru. Nachází se na břehu Tichého oceánu, přibližně ve středu pobřeží země, tvoří rozsáhlou a zalidněnou městskou oblast, lemovanou pobřežní pouští a rozkládající se v údolích řek Chillón, Rímac a Lurín. S počtem obyvatel přibližně 10 mil. je nejlidnatějším městem v zemi a druhým nejlidnatějším v Americe po São Paulu. Město slouží jako politické, kulturní, finanční a obchodní centrum země. Vzhledem ke svému geostrategickému významu bylo zařazeno jako globální město kategorie „beta+“.
Spolu s přímořským městem a stejnojmennou provincií Callao tvoří souvislou městskou oblast známou jako Limská metropolitní oblast (Lima Metropolitana), kde žije 11,3 mil. obyvatel, což je přibližně třetina obyvatel země, a vytváří jednu z třiceti nejlidnatějších městských aglomerací na světě. Ve samotné Limě žije přibližně 9,94 milionu obyvatel. Město se vyznačuje silnou městskou segregací mezi chudými pueblos jóvenes, obývanými z velké části přistěhovalci z Andské vysočiny, a bohatými čtvrtěmi. Od roku 1985 se na většině území města nacházejí bariéry známé jako „zdi hanby“, které oddělují bohaté čtvrti od chudých.
Lima byla založena španělským konquistadorem Franciscem Pizarrem roku 1535 jako Ciudad de los Reyes (Město králů), protože o jeho založení bylo rozhodnuto na svátek Tří králů. Následně město sloužilo jako hlavní město místokrálovství Peru a nahradilo město Jauja, které fungovalo jako hlavní město guvernorátu Nueva Castilla. Místokrálovství v té době bylo nejdůležitější správní jednotkou hispánské monarchie v Jižní Americe a zároveň v koloniálním období byla Lima největším a nejdůležitějším městem v celé Jižní Americe. Po získání nezávislosti se stala hlavním městem svobodných departementů a později i Peruánské republiky. V Limě se nachází nejstarší vysokoškolská instituce v Novém světě, Univerzita svatého Marka, založená roku 1551, která je nejen nejstarší, ale i nejuznávanější a nejvýznamnější univerzitou v Peru. Je také první oficiálně založenou a nejstarší nepřetržitě fungující univerzitou v Americe.
V mezinárodním měřítku je Lima pátým největším městem Latinské Ameriky, čtvrtým podle hrubého domácího produktu a pátým podle počtu obyvatel. V roce 2019 se zde konaly Panamerické hry; byla to největší sportovní akce, kterou kdy země hostila. V letech 2008, 2016 a 2024 hostila také zasedání Asijsko-pacifické hospodářské spolupráce (APEC), v roce 2014 konferenci OSN o změně klimatu a v roce 2015 výroční zasedání Mezinárodního měnového fondu a Světové banky.  

## Historie města
Zdejší sídlo středoamerických indiánských kmenů Pachacamac ovládli v 15. století Inkové. Město Lima založili v roce 1535 španělští kolonisté pod vedením dobyvatele Francisca Pizzara. Jejich první název města zněl Ciudad de los Reyes (česky: Město králů) a byla sídlem peruánských místokrálů. V roce 1551 zde došlo k založení nejstarší univerzity v Latinské Americe, v roce 1563 ji následovalo divadlo. V roce 1821, kdy bylo vyhlášeno nezávislé Peru, se Lima stala hlavním městem země. Největším městem ve státě se Lima stala v roce 1852, byla totiž postavena nejstarší železnice v Jižní Americe, spojovala Limu a přístav Callao. V roce 1988 bylo historické centrum města zapsáno na seznam kulturního dědictví UNESCO.

## Geografie
Lima leží na přímořské rovině na západním úpatí And ve vzdálenosti 12 km od pobřeží Tichého oceánu. Město se nachází průměrně v nadmořské výšce 185 m, nejnižší bod je ve výšce 11 m n. m. a nejvyšší 238 m n. m. Průměrná teplota se zde v lednu pohybuje okolo 23 °C, v červenci okolo 15 °C. V lednu spadne průměrně 3 mm srážek, v červenci 5 mm, celoročně pouze 20 mm. Lima je z tohoto důvodu jedním z nejsušších hlavních měst na světě. Zdejší délka slunečního svitu činí pouze 1284 hodin za rok, z toho 28,6 hodin v červenci a 179,1 hodin v lednu, což jsou výjimečně nízké hodnoty, s přihlédnutím k zeměpisné poloze.

## Památky a zajímavá místa
Ve městě se zachovaly cenné  památky předkoloniální doby (archeologická lokalita Pachacamac, zlatý poklad Inků v Národním muzeu), mnoho budov z období španělské nadvlády, počínaje renesančně-barokní katedrálou, kláštery a kostely sv. Františka nebo sv. Dominika, jezuitskou kolejí a univerzitou San marcos. Náměstí Plaza des Armas tvoří převážně budovy koloniálního období: městská radnice Cabildo, Arcibiskupský palác s vyřezávanými dřevěnými balkony navazuje přímo na katedrálu (na jejím znovuvybudování po zemětřesení v roce 1746 se podílel i český jezuita Jan Rohra), a tři republikánské paláce: prezidentský, vládní a justiční. V bývalém paláci španělských místokrálů sídlí Larcovo muzeum předkolumbovského umění, mj. se sbírkou erotické keramiky. V posledních desetiletích se rozšiřuje moderní architektura, např. obchodní centrum kruhového půdorysu Plaza Dos de Mayo. Ve čtvrtích Santiago de Surco, Magdalena, Miraflores a San Isidro se nacházejí vily peruánské smetánky a velvyslanectví. Náměstí Plaza San Martín nese jméno zakladatele republiky Peru a je symbolem období první republiky.

## Doprava
V Limě byla roku 1851 uvedena do provozu parní železnice na jihoamerickém kontinentě – trať Lima–Callao. Koněspřežná tramvaj započala provoz v roce 24. 3. 1878 – provozovatelem byla společnost Empresa de Tramways de Lima. V 90. letech měla síť 3 linky, 66 zaměstnanců, 40 vozů a 400 koní. Elektrické tramvaje společnosti Tranvía Eléctrico de Lima y Chorrillos započaly svůj provoz v roce 1904. V roce 1905 byl uveden společností Compañía de Automóviles de Lima do provozu nový dopravní prostředek – 6 autobusů s elektrickým pohonem napájeným z baterií. Bohužel motory byly příliš slabé a baterie často hořely, takže celý experiment po dvou měsících provozu skončil a autobusy byly přestavěny na benzínový pohon. Od roku 1905 také probíhala elektrizace tratí. V rozvoji tramvajové sítě nastal zlom v letech 1928–1929, kdy byla zrušena větší část tratí v centru.
V roce 1927 limská dopravní společnost Lima Light, Power & Tramways Company objednala v Anglii 6 trolejbusů. Ty byly v roce 1928 nasazeny v trase bývalé okružní tramvajové linky č. 3. Jejich provoz však trval pouhé tři roky. Poté byly trolejbusy přestavěny na tramvaje a ty se udržely v provozu až do 50. let. Jedná se o jediný známý případ přestavby trolejbusu na tramvaj.
Po 2. světové válce nastal útlum tramvajové dopravy. V 60. letech bylo v provozu jen 24 vozů z původních 150. V roce 1965 byl provoz tramvají ukončen. O dvě desetiletí později započala výstavba metra, nicméně mezi lety 1990 a 2010 byla stavba prakticky zastavena. První linka byla uvedena do provozu v roce 2012. V roce 2014 byla zahájena výstavba druhé linky, její první úsek byl otevřen v roce 2023, dokončení je plánováno na rok 2028.

## Sport
- Sídlí zde všechny 3 hlavní peruánské fotbalové kluby: Universitario, Alianza a Sporting Cristal.
- Každoročně v říjnu se zde hraje mezinárodní tenisový turnaj mužů ITF challenger.

## Osobnosti
- Svatý Martin de Porres (1579–1639), peruánský mulat, řeholník a světec
- Svatá Růžena Limská (1586–1617), řeholnice a světice
- María Micaela Villegas y Hurtado de Mendoza (1748 – 1819), zvaná La Perricholi, divadelní herečka a podnikatelka
- José Carlos Mariátegui (1894–1930), peruánský novinář, politik a politický filozof
- Javier Pérez de Cuéllar (1920–2020) diplomat, generální tajemník OSN
- Gustavo Gutiérrez (1928–2024), peruánský teolog, příslušník dominikánského řádu, zakladatel teologie osvobození
- Pedro Pablo Kuczynski (* 1938), peruánský ekonom a politik, prezident Peru v letech 2016–2018
- Alberto Fujimori (1938–2024), japonsko-peruánský politik, prezident Peru v letech 1990–2000
- Isabel Allende (* 1942), chilská spisovatelka, scenáristka a publicistka
- Alan García (1949–2019), peruánský politik, prezident Peru v letech 1985–1990 a 2006–2011
- Juliane Koepckeová (* 1954), německo-peruánská zooložka, jediná přeživší havárie Letu LANSA 508
- Ollanta Humala (* 1962), peruánský politik, prezident Peru v letech 2011–2016
- Martín Vizcarra (* 1963), peruánský politik a inženýr, prezident Peru 2018–2020
- Keiko Fujimoriová (* 1975), peruánská politička
- Luis Horna (* 1980), bývalý peruánský profesionální tenista

## Galerie

Mapa Limy z roku 1744
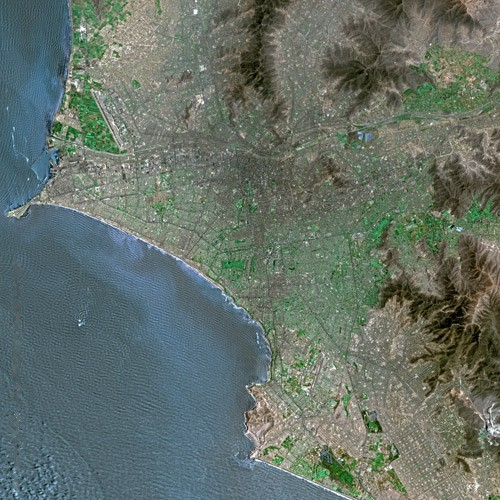
Satelitní snímek Limy a Callaa
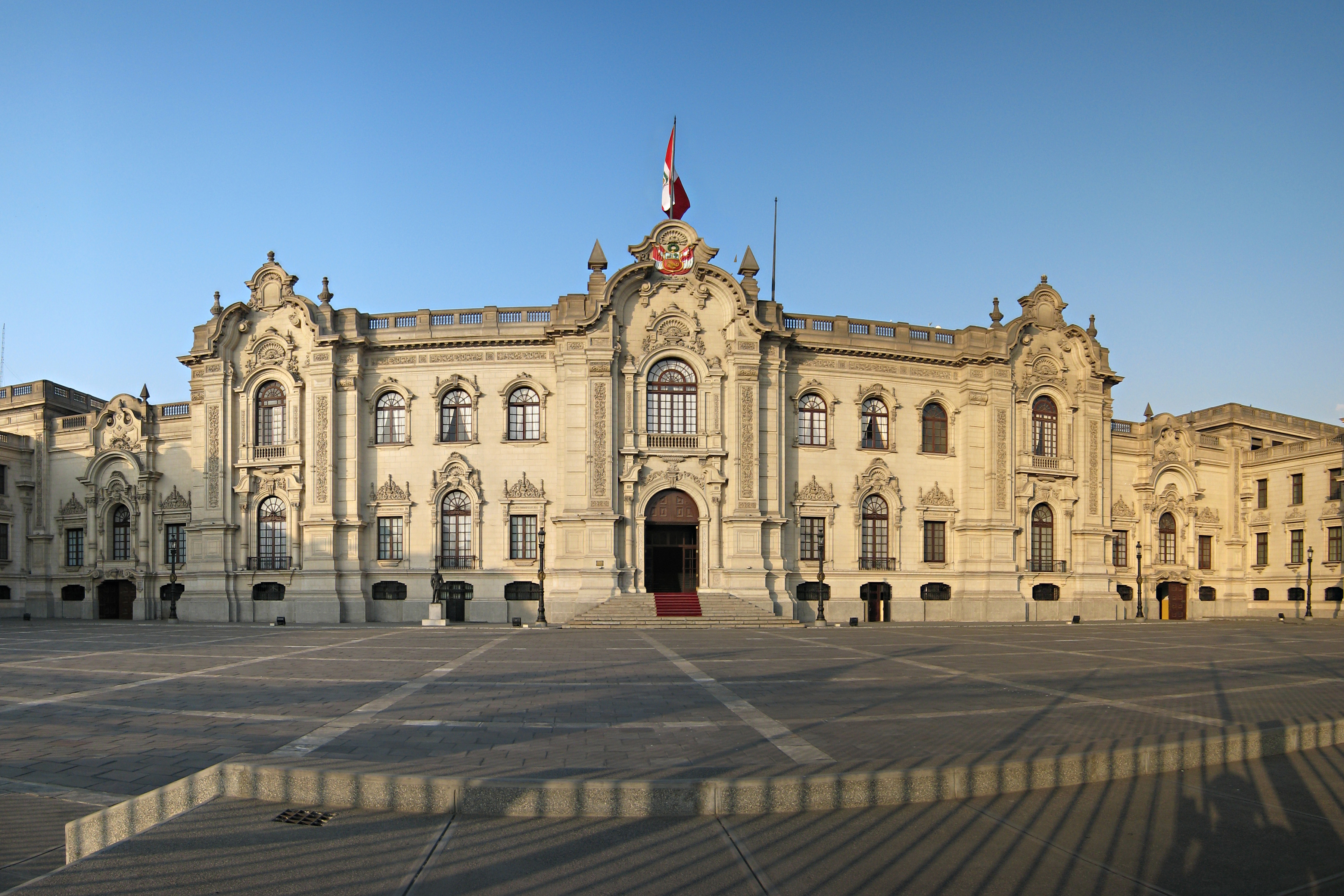
Sídlo vlády
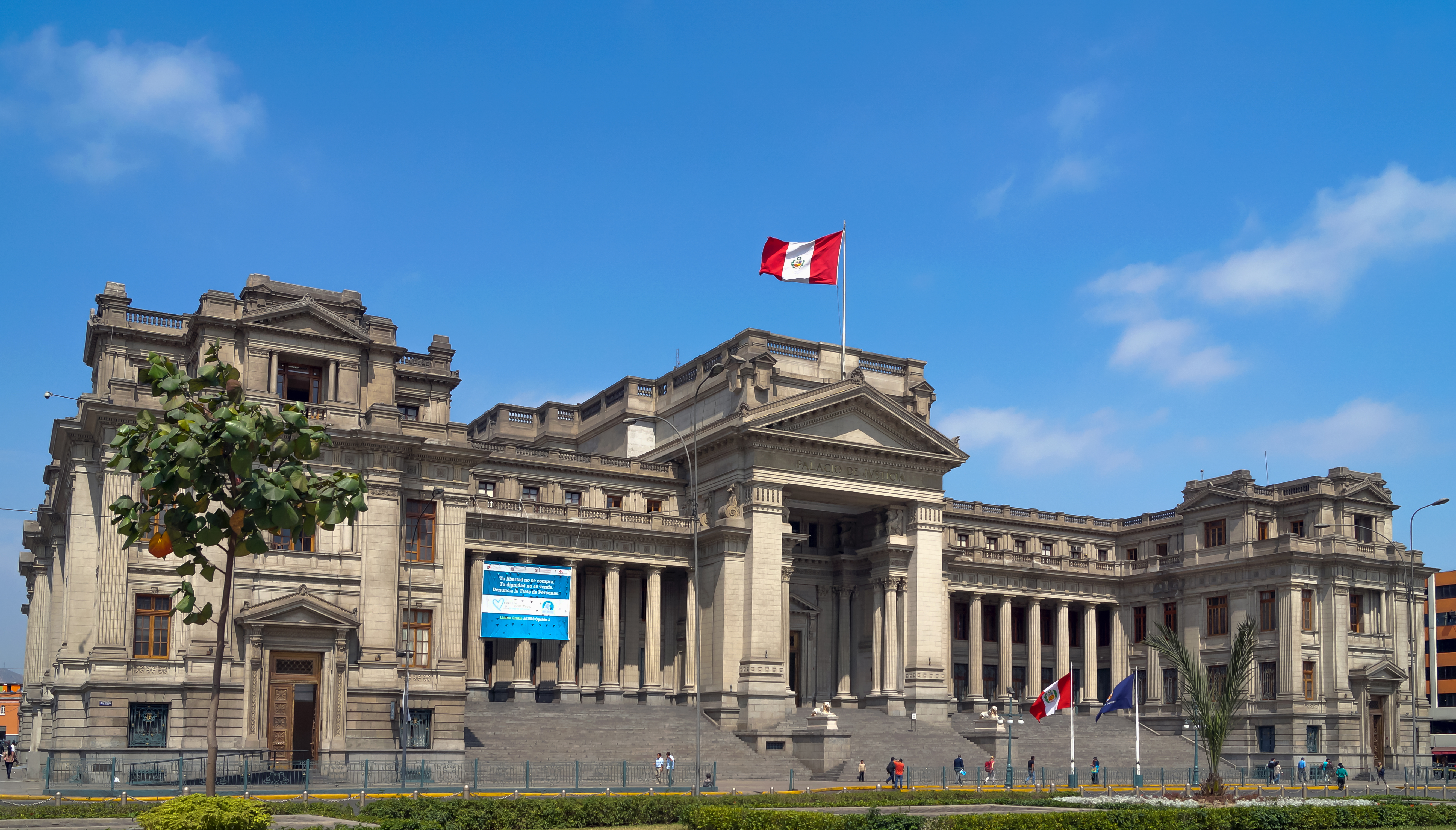
Justiční palác
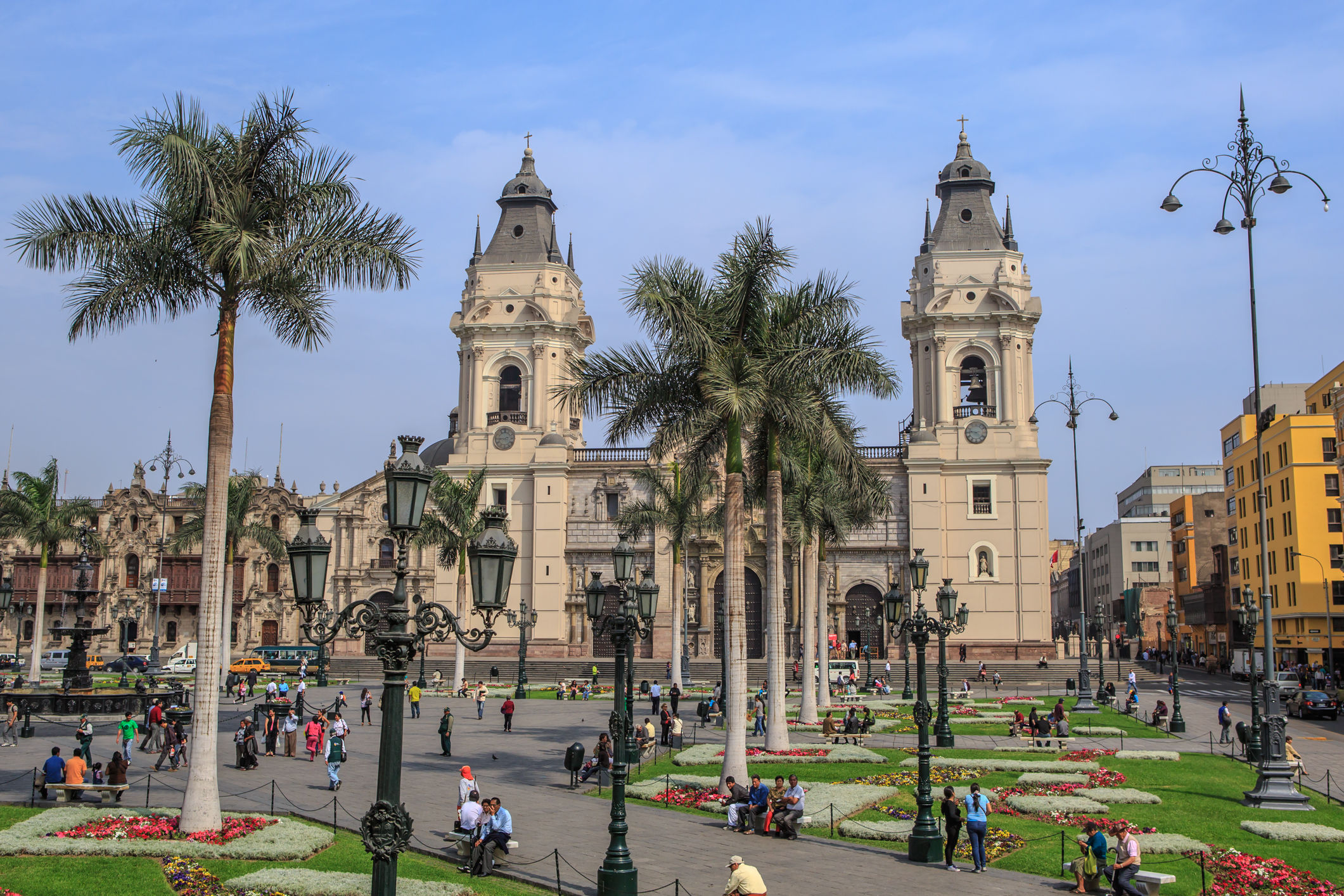
Katedrála na Plaza Mayor
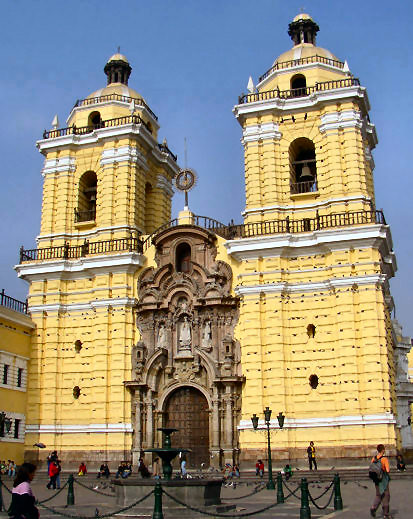
Bazilika sv. Františka
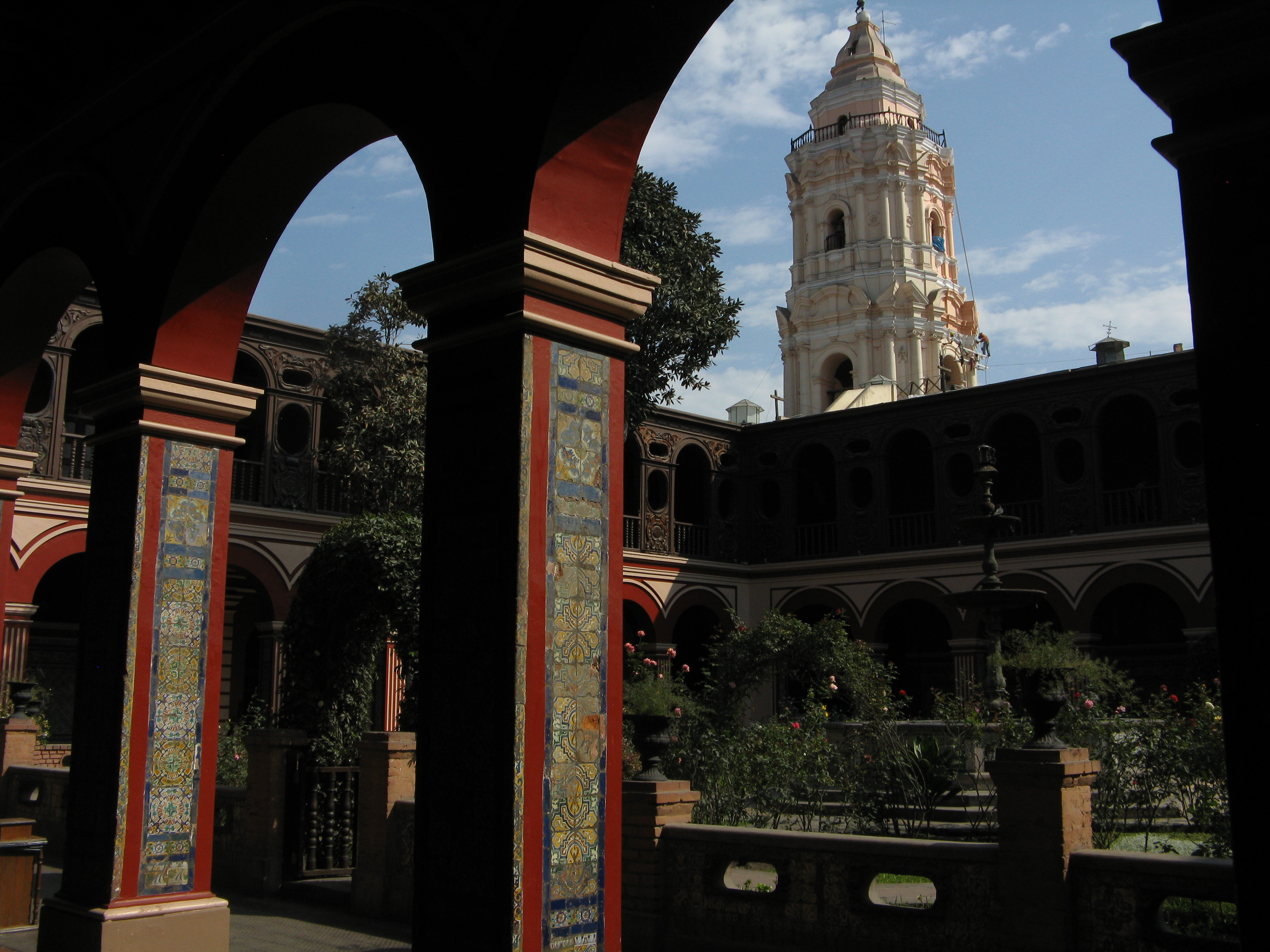
Klášter dominikánů Santo Domingo
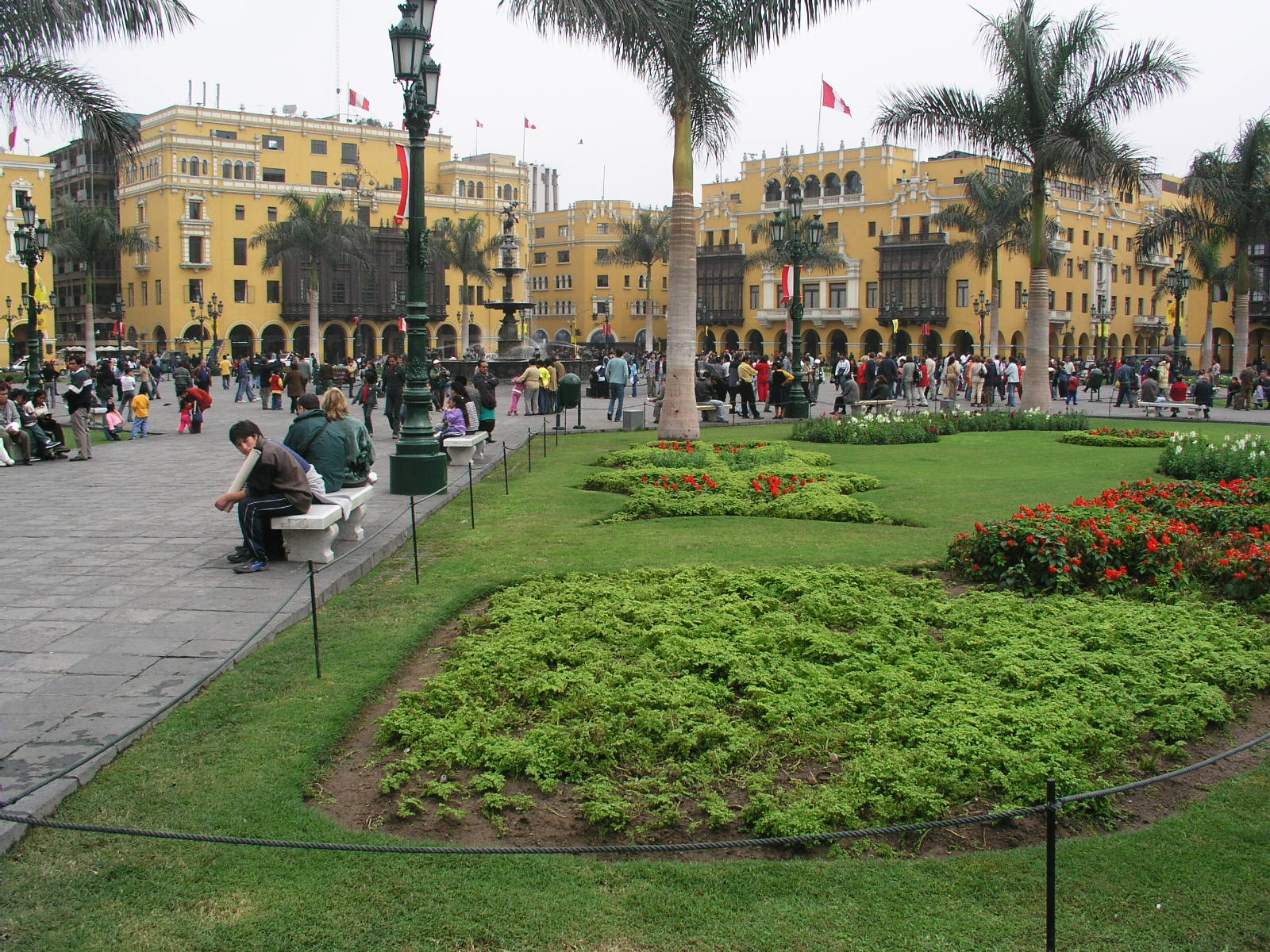
Náměstí Plaza de Armas (též Plaza Mayor)
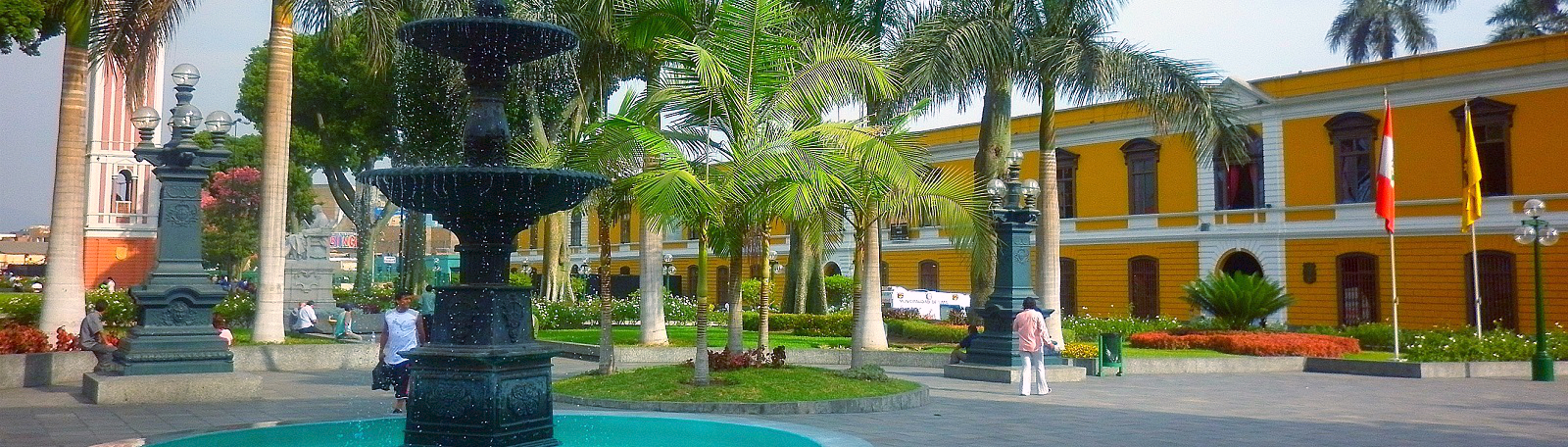
Univerzita San Marcos
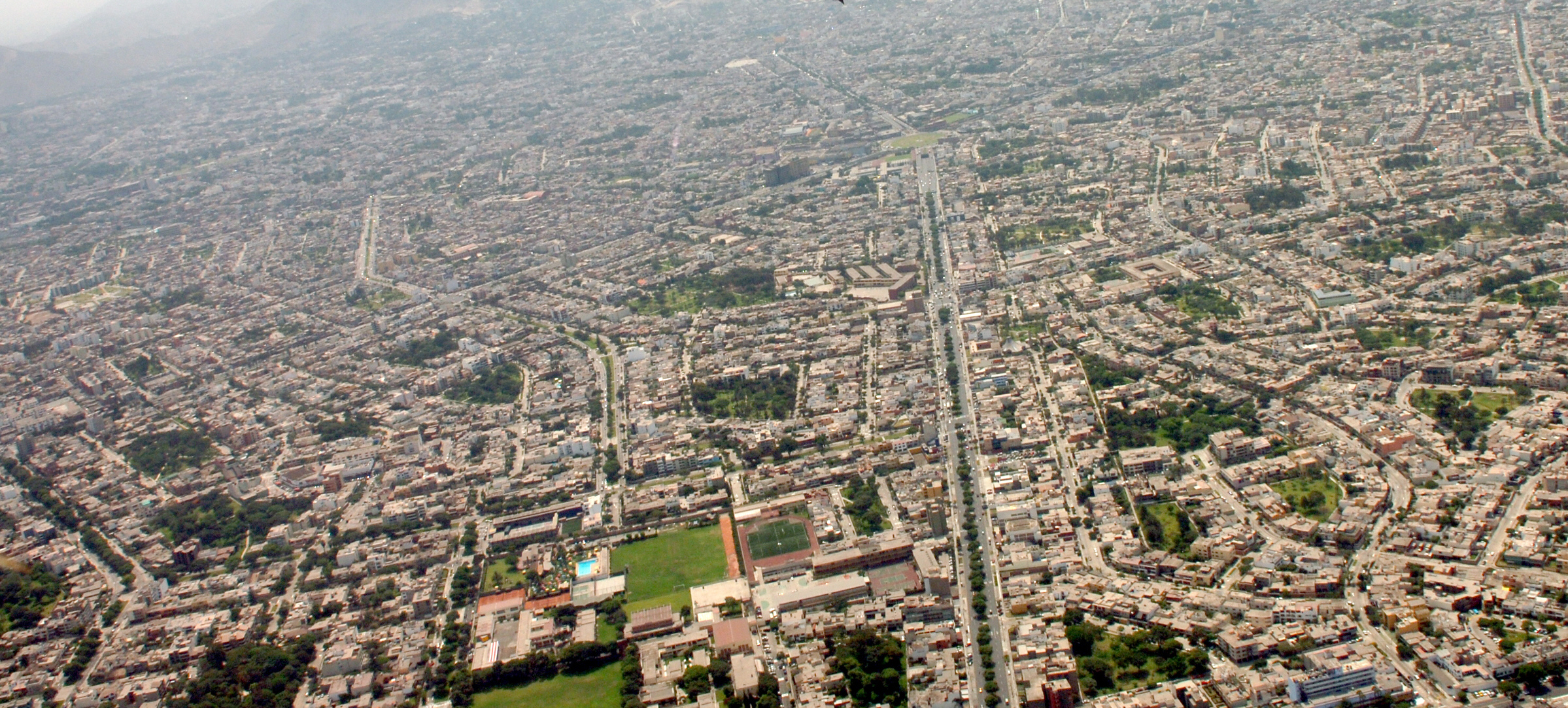
Letecký pohled
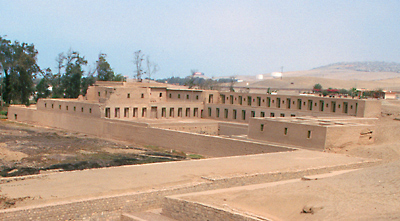
Pachacamac
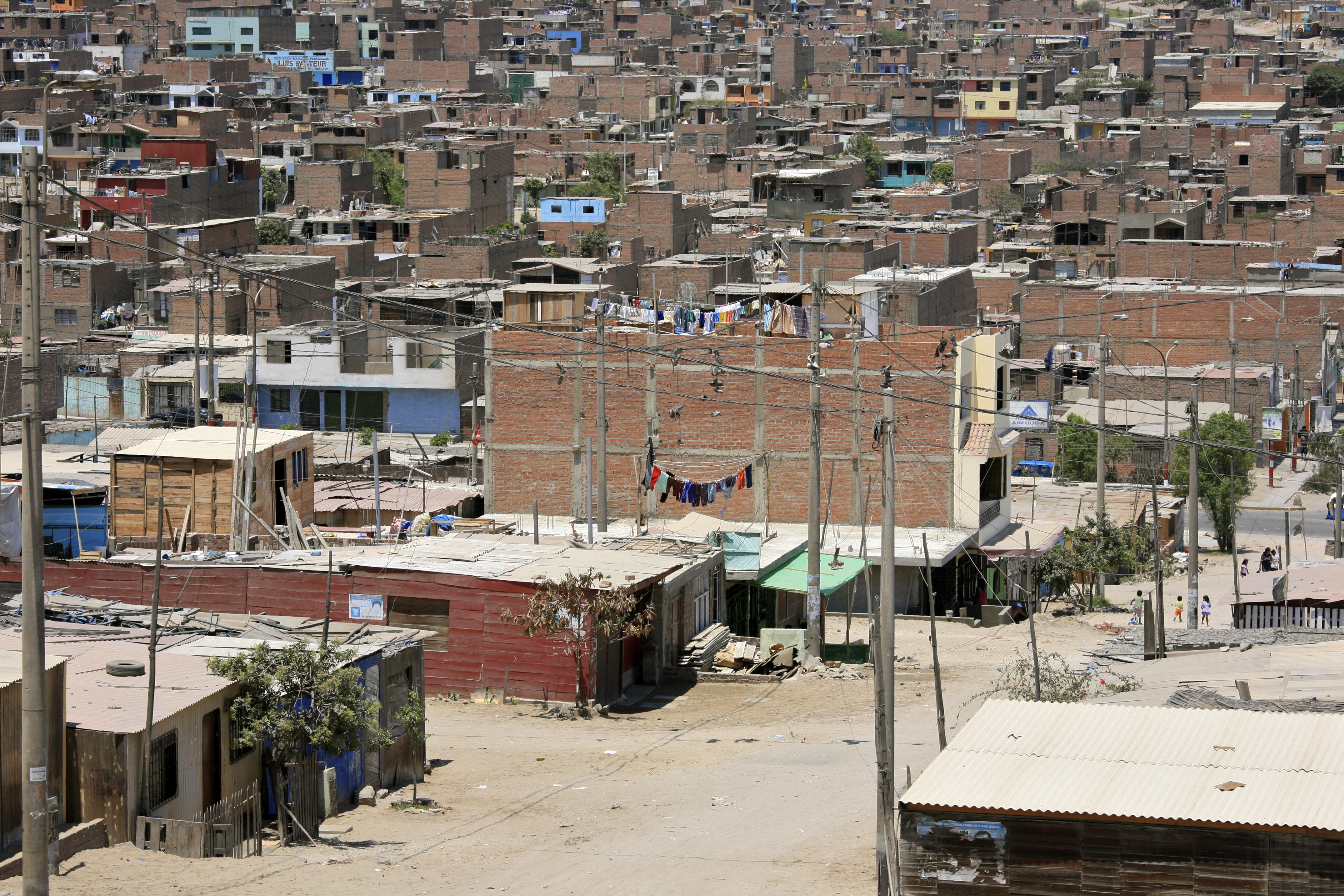
Chudinská čtvrť
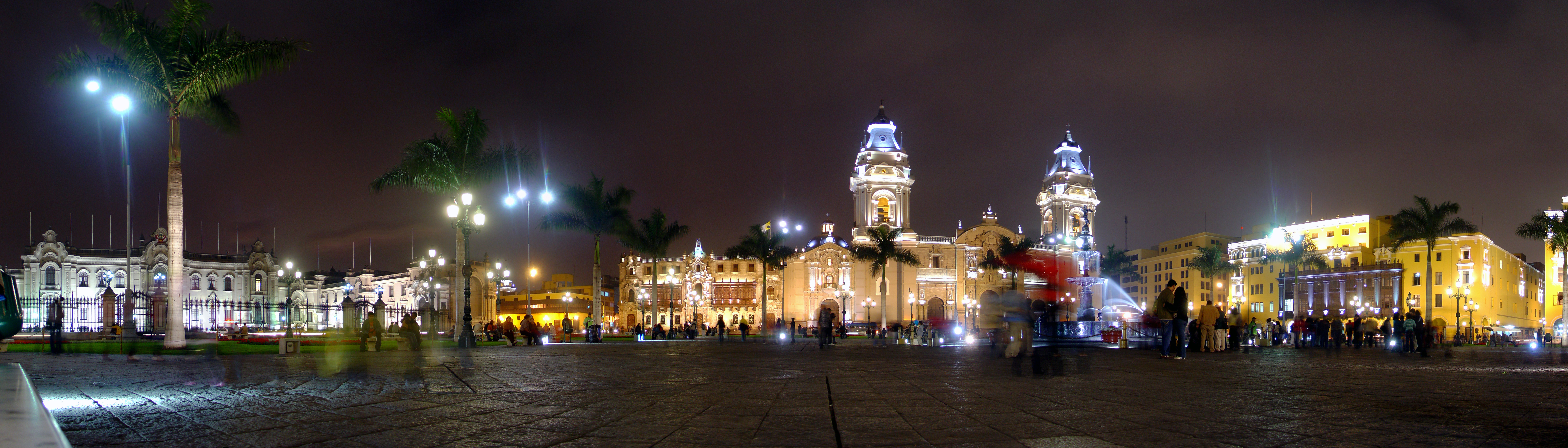
Panorama v noci

## Partnerská města
- Bordeaux, Francie
- Madrid, Španělsko
- Montevideo, Uruguay
- Moskva, Rusko
- Santiago de Chile, Chile
- Trento, Itálie